# Commerce à la valise

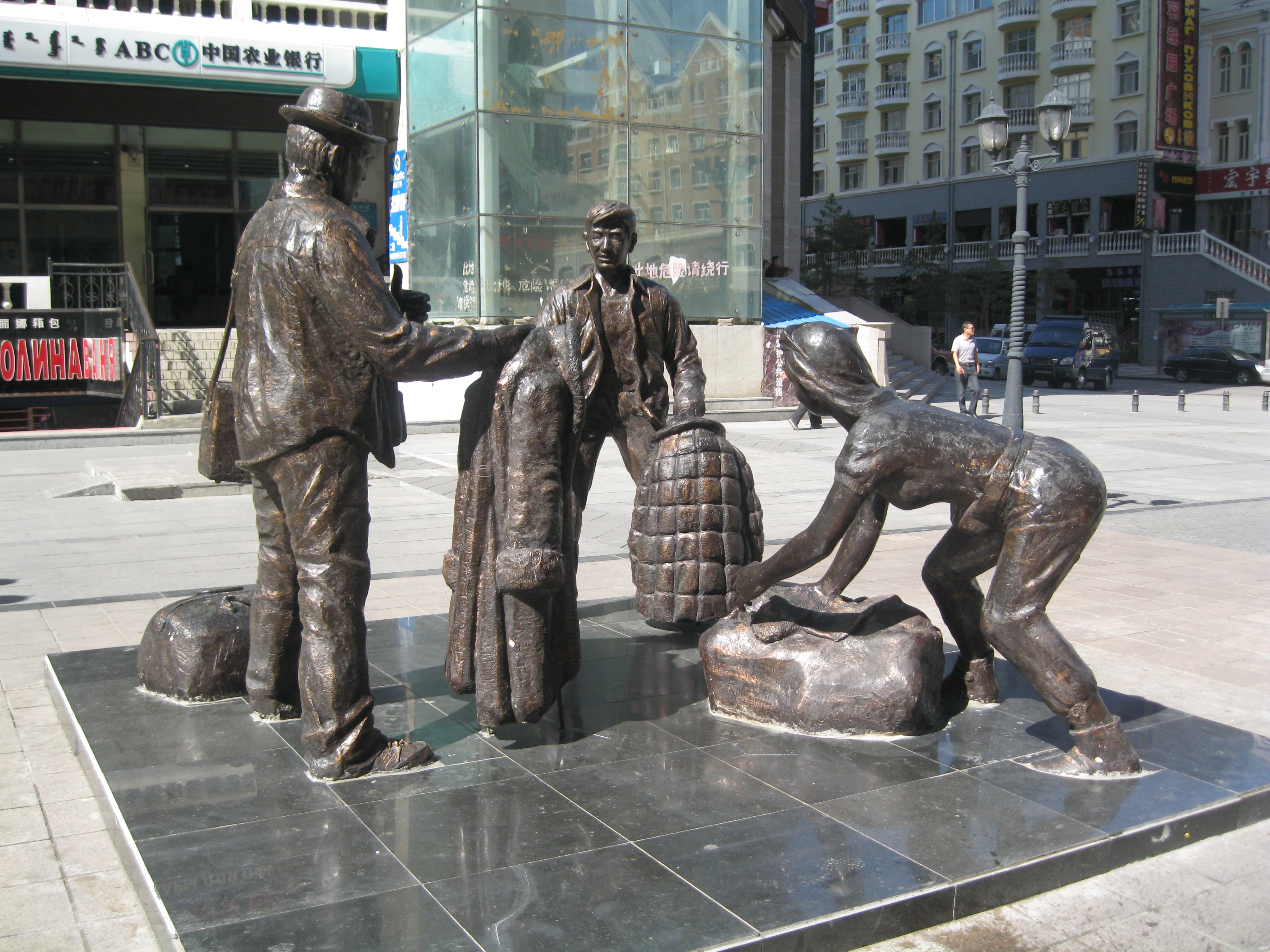
Monument représentant des commerçants à la valise à la frontière entre la Chine et la Russie

Le commerce à la valise (ou commerce de valise), appelé également commerce du cabas, est un commerce de contrebande. Celui-ci se déroule par voie aérienne ou par route. Il consiste pour un passager à transporter d'un pays à un autre des marchandises dans ses bagages en vue de les revendre sans payer de droits de douane.

## Historique

### En Algérie
Durant les années 1970, la Turquie voit arriver des contrebandiers en provenance des pays du Maghreb. Les commerçants qui traitent avec ceux-ci sont Kurdes et parlent l'arabe. Les trafiquants peuvent être néophytes comme des étudiants, ou expérimentés. Par exemple, pour le trafic vers la Turquie, ceux-ci possèdent un réseau constitué d'Algériens, de Syriens et de Turcs. Ils peuvent aussi bénéficier de prêts en Turquie de ces intermédiaires, qui prêtent en livre turque, et reçoivent en retour des dinars algériens.
Les revenus générés par ces trafics ont chuté après l'ouverture du pays à l'économie mondiale.
Ce commerce permet aussi de se procurer des produits étrangers et coûteux non disponibles sur le marché national.
En 2018, la restriction sur les importations des fromages, de chocolat et de produits cosmétiques, permet à des trabendistes en Espagne ou en France de relancer ce trafic.
Lors de la pandémie de Covid-19 en Algérie, la fermeture des frontières, dont les liaisons aériennes, provoque des pénuries de médicaments, de cosmétique ou de vêtements, alors que les trabendistes se fournissaient à Paris ou à Dubaï.
En octobre 2023, la douane algérienne opère des saisies à l'aéroport. En mars 2024, à l'aéroport d'Alger, la douane vérifie les bagages de voyageurs venus de Dubaï ou de la Turquie.

### Éthiopie
Ce trafic a également lieu en Éthiopie. Les trafiquants se rendent en Turquie.

### Pays de l'ex-bloc de l'Est
Après la chute du bloc de l'Est, ce phénomène a lieu dans d'autres pays comme la Géorgie, la Russie, l'Ukraine, la Pologne, Bulgarie, la Moldavie, la Macédoine du Nord, l'Azerbaïdjan. Les trafiquants se rendent en Turquie généralement via des autobus affrétés par des Turcs, sauf les Russes qui préfèrent la voie aérienne. Le trafic est relié à l'industrie textile.
Particulièrement en Russie, les trafiquants se rendent aussi en Pologne et à Dubaï. Le trafic a également lieu à la frontière russo-balte.